# JR東日本E127系電力動車組
JR東日本E127系電車（日语：／ Jei āru Higashi nihon E127-kei densha */?）是東日本旅客鐵道自1995年（平成7年）起營運的直流電車系列。
本條目同時收錄在信越本線第三部門化後讓渡給越後心動鐵道的ET127型電車。

## 概要
本型車主要由JR東日本新潟支社及長野支社管理，用於補充當時主要運營普通列車服務的115系電車。
本型車總共製造2輛25編成（共計50輛），包含用於新潟地區的0番台，以及用於長野地區的100番台。
其中，0番台在2015年3月時隨著北陸新幹線金澤段的開業、信越本線第三部門化，轉交10編成共20輛的本型車予越後心跳鐵道，另將2編成共4輛轉移至轄下的彌彥線使用。
而2023年末時，原先轉移至彌彥線使用的2編成列車轉交至東京南部的南武線支線（尻手-濱川崎站間）營運，以替代較為耗能的205系1000番台電車。

### 製造背景
本列車主要營運的新潟、長野地區在本型車製造前主要用於營運普通列車的除了上述的115系，也包含急行形車輛165系、169系。但當時急行形車輛的老化情形嚴重，且為雙門結構，上下車時間較久，不利於尖峰時段疏運，也因此常常導致列車延誤。
此外，隨著新潟都市圈的發展，利用鐵道通勤的旅客日漸增加，被認為需要開發新型車輛來使市區和郊區的連結更有效率，因此開發了本型車輛。

## 車輛構造
本段介紹0番台和1000番台共通的構造，番台之間的不同會在該型列車的介紹中詳細說明。

### 車體
本型車以同一時期開發的209系為基礎，採用不鏽鋼車體，並配備三扇雙開門，且有關門警示音。
本型車最多可以以8節車廂的方式營運（2輛4編成）。

### 車內
為了使本車可以在單人運轉的路線上營運，本車的駕駛室只有單側構造，且車內設有單人運轉設定裝置、投幣箱、乘車券發售機、票價顯示器、自動播音裝置以及開門顯示器。

### 機械
駕駛室內的主要控制器為左手單柄型設計，但同一時間設計的209系電車使用的數位指令系統（MON8）並沒有加入在本型車的設計內。本型車的駕駛室地板高度為1,130mm，明顯低於前代車種115系的1,225mm。
主電路控制使用逆通導GTO閘極截止閘流體裝置（額定電壓-電流值為4,500V - 3,000A，1C2M 共2組控制）的兩步驟VVVF逆變器。本型車的電路控制系統由東洋電機製造，在日本全國的JR車輛中只有本型車及JR四國之8000系電車的試作車使用。
本型車配備的輔助電源裝置容量為90kVA，並使用包含IGBT裝置的靜態逆變器（SIV/SC52型），其空壓機亦配備了相對前型車輛體積更小、重量更輕、更易於維護的往復式MH3108-C1200M型。本型車的主動馬達為新開發的MT71型，額定輸出功率為120kW，其中電動車配備DT61A型、拖車配備TR246A型轉向架。
本車的煞車採用電控空氣制動、再生制動、速度控制制動，並同時為了在列車密度較低的路線上裝置了發電制動裝置。這種再生、發電的混合煞車系統，是在日本的鐵道業者中第一次被使用。其中，使用發電制動裝置煞車時所需要的電阻器被安裝在電動車的車頂上。此外，由於本車使用VVVF，為了充分利用VVVF控制所提供的良好煞車能力，本車主要採用拖車（T車）延遲控制的系統，並優先透過再生、發電混和煞車來提供必要的煞車能力，且在T車上使用空氣煞車來輔助並補償缺口。本行車的煞車再生發電能力約為20%到40%。此外，本型車還配備了車輪打滑檢測，並附有黏性控制功能。

每輛車都有配備中央空調系統AU720A型（42,000kcal/h）。

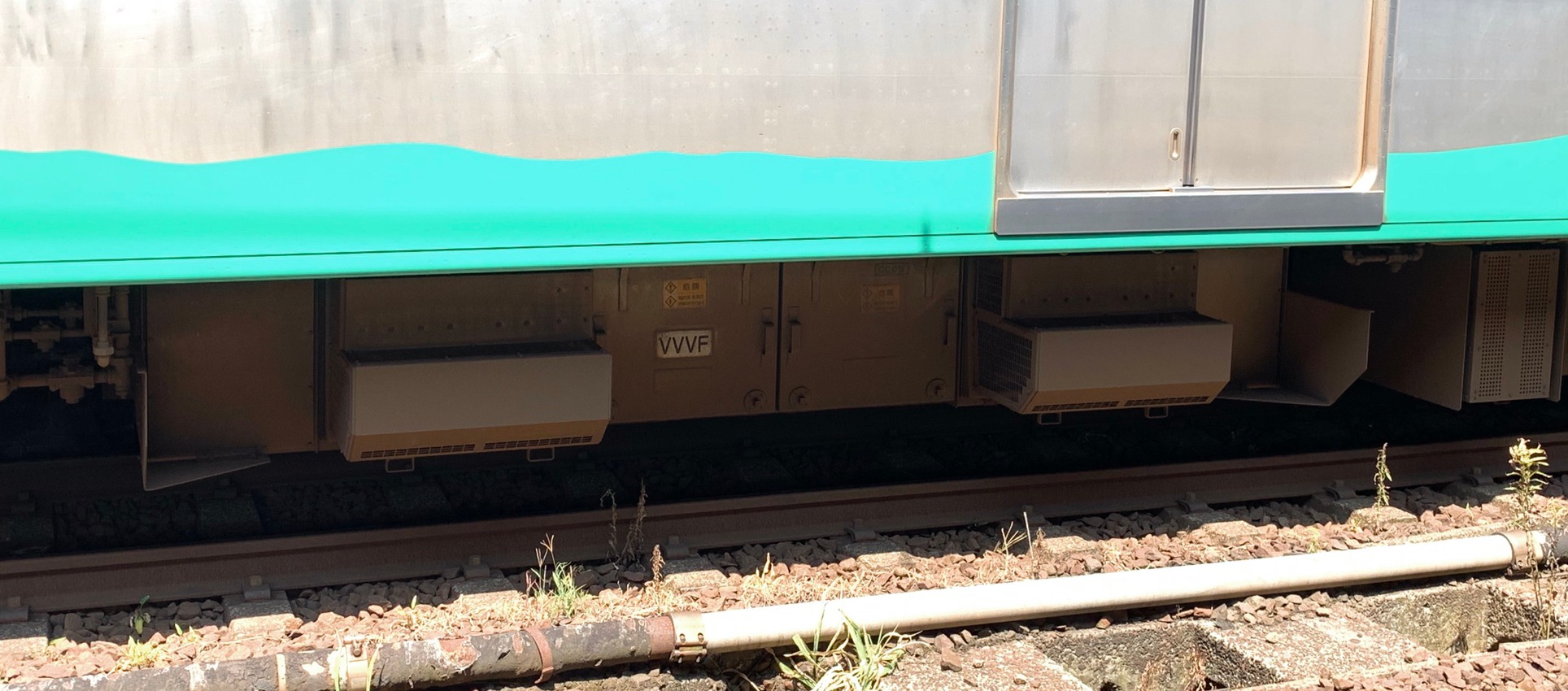
ET127-8的VVVF裝置，其為東洋電機製造的SC51形（2020年8月）
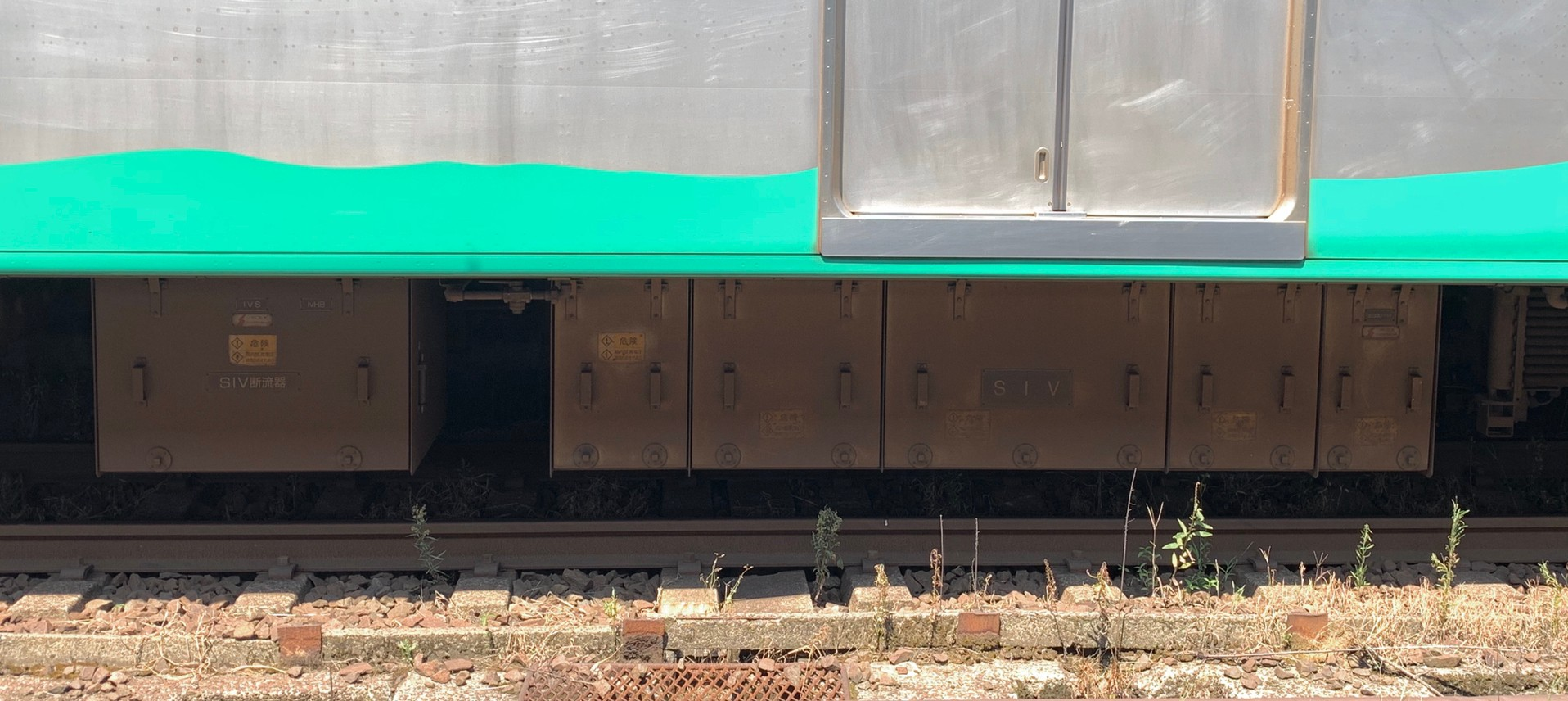
ET126-8的SIV裝置（2020年8月）
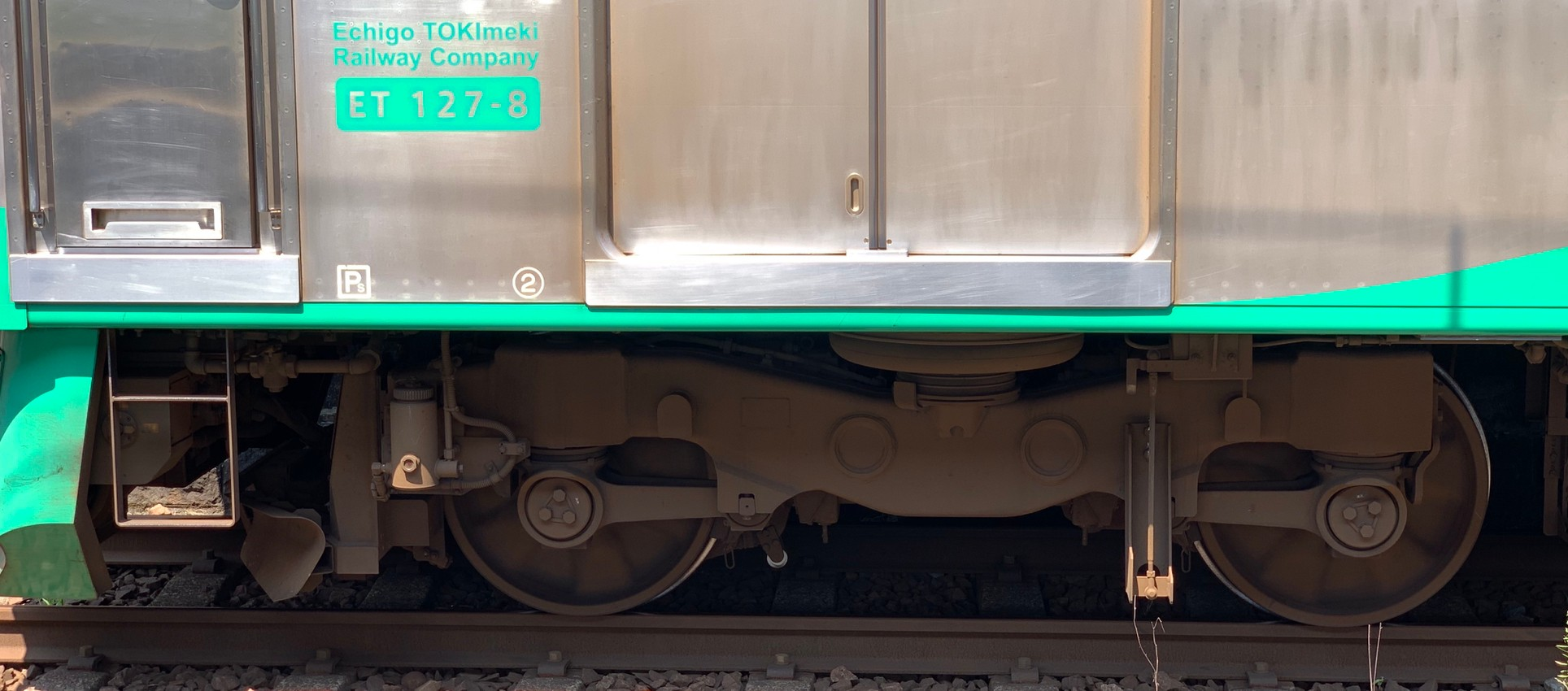
ET127-8的轉向架，其為電動車使用的DT61A形。其和低地板化的209系所使用的DT61形的不同為其中央部分的凹陷。（2020年8月）
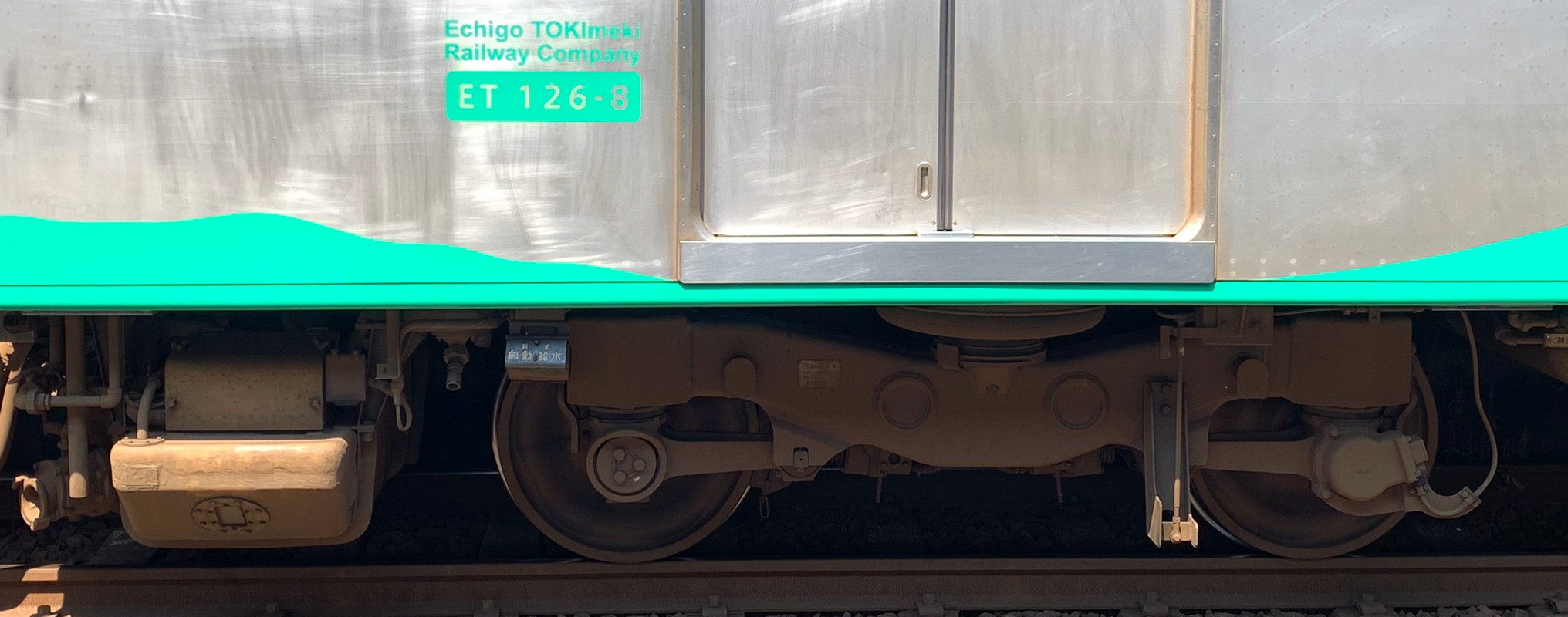
ET126-8的轉向架，其為拖車所使用的TR246A形（2020年8月）

## 番台區分

### 0番台
1995年5月8日在新潟地區開始營運。
車身色帶由兩種顏色組成，分別為■玻璃綠和■青瓷綠兩色，挑選自新潟支社所營運的115系使用的2代新潟色。與下述的100番台以及209系電車的差異在於車門下擺也有上色。

## 備註
1. ↑  . 乗りものニュース. 2023-02-17  [2023-12-28]. （原始内容存档于2023-06-02） （日语）.
2. 1 2 3 4  フリーランスプロダクツ「新車ガイド2：新潟地区待望の新車 E127系一般形直流電車」『鉄道ファン』第35巻第6号（通巻410号）、交友社、1995年6月1日、pp.63-67。
3. ↑  菅谷誠「新車ガイド1：12月8日、大糸線にデビュー JR東日本E127系100番台」『鉄道ファン』第39巻第2号（通巻454号）、交友社、1999年2月1日、pp.50-53。
4. 1 2 3 4 5 6 7 8 9 10 11  『鉄道ジャーナル』第344号、86-89頁。
5. 1 2  フリーランスプロダクツ「新車ガイド2：新潟地区待望の新車 E127系一般形直流電車」『鉄道ファン』第35巻第6号（通巻410号）、交友社、1995年6月1日、pp.63-67。
6. 1 2 3 4 5  『鉄道ファン』通巻410号 p.67
7. 1 2 3 4  『鉄道ファン』通巻410号 p.66
8. ↑  『鉄道ファン』通巻441号 p.32
9. ↑  『鉄道ファン』第645号、62頁。
10. 1 2  「東日本旅客鉄道（株）E127系電車用電機品」『東洋電機技報』第93号、東洋電機製造、1995年11月、10頁。
11. ↑  編集部「5月のメモ帳」『鉄道ピクトリアル』第45巻第8号（通巻第609号）、電気車研究会、1995年8月1日、117頁、ISSN 0040-4047。
12. ↑  『鉄道ダイヤ情報』、交通新聞社、2013年12月、52頁。